# 大盜賊
『大盜賊』（だいとうぞく）是1963年10月26日上映的日本冒險電影。

## 劇情概要
呂宋助左衛門乘船前往南海時，不幸遭遇暴風雨，獨自一人漂流到岸上，被一個仙人救起，呂宋助左衛門發現這個國家的公主正帶著自己要運送的珠寶，更發現這國家的宰相是黑海賊的首領，於是呂宋助左衛門和宰相與黑海賊展開了一場惡鬥……

## 演員
- 呂宋助左衛門：三船敏郎
- 彌姬：濱美枝
- 久米地仙：有島一郎
- 黑海賊揚藩：佐藤允
- 宰相：中丸忠雄
- 女官長増尾：草笛光子
- 女奴隸：若林映子
- 女山賊美輪：水野久美
- 明國公子：船戶順
- 羅剎王：志村喬
- 摺武：田崎潤
- 妖婆：天本英世
- 老將：小杉義男
- 大破：砂塚秀夫
- 中破：二瓶正也
- 小破：大木正司
- 海神仁兵衛：堤康久
- 雷神三造：桐野洋雄
- 天笠徳兵衛：富田仲次郎
- 巨人大入道：金栄珠（韓國籍）
- 其他：野村浩三、草川直也、中村哲

Template:谷口千吉